# ガラテイア (ギュスターヴ・モロー)

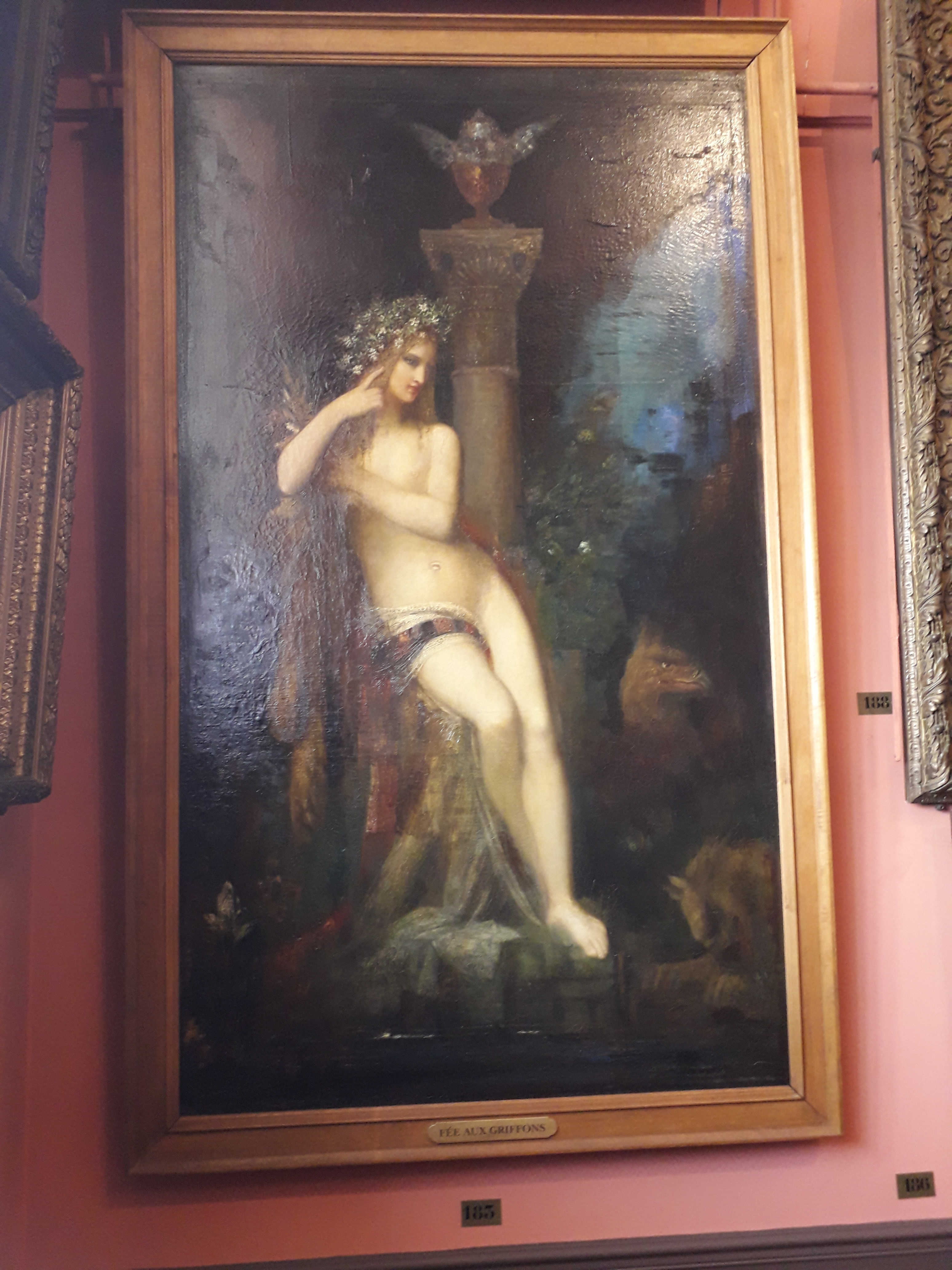
モローの1876年頃の作品『妖精とグリフォン』。グリフォンに守護された神秘的な女性像はシュルレアリスムの詩人アンドレ・ブルトンをも魅了した。ギュスターヴ・モロー美術館所蔵。

『ガラテイア』（仏: Galatée, 英: Galatea）は、フランス象徴主義の画家ギュスターヴ・モローが1880年に描いた絵画作品である。板に油彩された『ガラテイア』はギリシア神話のガラテイアとポリュペモスの物語に主題を取った神話画で、晩年のモローを代表する作品の1つである。これはモローがサロンに出品した最後の作品となった。パリのオルセー美術館所蔵。

## 主題
主題となっている女性ガラテイアは、ギリシア神話に登場する海のニンフ（ネレイス）である。オウィディウスの『変身物語』によると、巨人（キュクロプス）ポリュペモスはガラテイアに恋をして言い寄ったが、ポリュペモスが醜く凶暴な性格だったことと、アーキスという恋人がいたためにガラテイアの心を動かすことが出来なかった。ポリュペモスは嫉妬に燃え、巨岩を投げつけてアーキスを殺してしまうが、ガラテイアの願いによってアーキスは河神として蘇ったとされる。

## 作品
本作品が描いているのは洞窟内に座るガラテイアと、それを眺めるポリュペモスである。ガラテイアは「乳白色の肌の女」という名前にたがわず、洞窟内の暗い空間に白い裸体をもって描かれている。ガラテイアは物憂げな表情を浮かべながら岩に横たわるように座り、長い髪をかき上げている。対してポリュペモスは岩にもたれながら、わずかな隙間から洞窟内を覗き込んでいる。ポリュペモスは一つ目の巨人族キュクロプスに属するが、ここでは三つ目の巨人として描かれており、額の大きな眼で静かにガラテイアを見つめている。ポリュペモスの描写は神話とは対照的で、『オデュッセイア』や『変身物語』の凶暴さあるいは滑稽さはなく、むしろ恋に苦悩する巨人の内面がうかがえる。

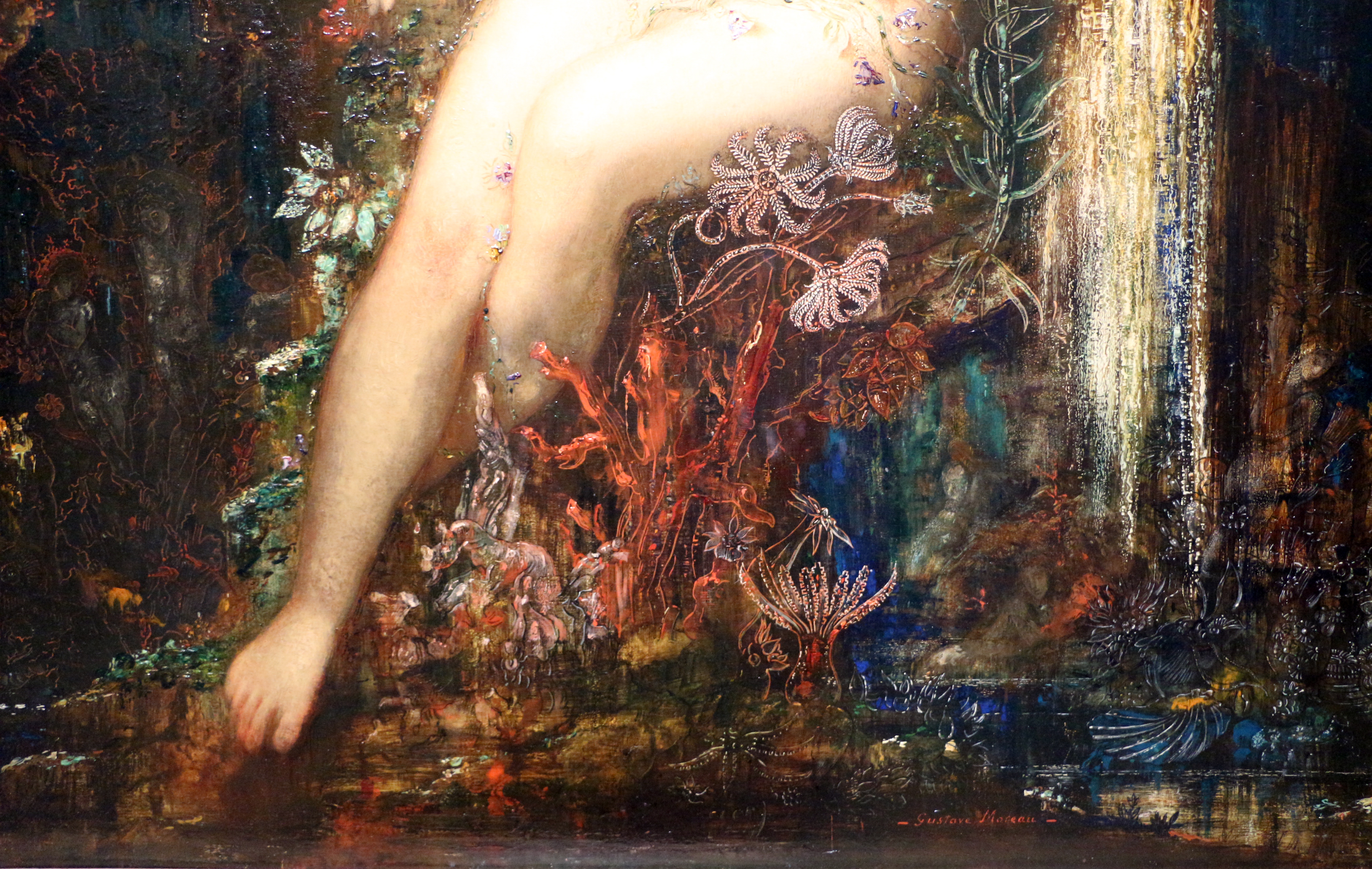
海洋生物の緻密な描写。ガラテイアの髪は滝のように垂直に落ち、裸体の輝きが海の生命を仄かに照らし出している。また暗がりの中には他のネレイスたちも描き込まれている。右下にサイン。

特筆すべき点の1つは洞窟内に描かれた多くの海藻や珊瑚などの海洋生物である。学術的資料の丹念な模写に裏打ちされた描写は緻密であり、ガラテイアの白い裸体を取り囲むように描かれたそれらは作品に彩りと幻想的な雰囲気を与えている。
当初、モローは画面構成に悩んだらしい。ギュスターヴ・モロー美術館にはかなり異なった構図の習作素描が残されており、そこではポリュペモスは画面の右上から横顔をのぞかせ、岩の上に横たわるガラテイアを見下ろしている。最終的にガラテイアのポーズは4年前に描いた『妖精とグリフォン』（Fée aux griffons, 1876年, パリ, ギュスターヴ・モロー美術館所蔵）やそのヴァリアントである『女とグリフォン』（Femme aux Griffons, 1878年, 京都, 株式会社ルシアン所蔵）とほぼ同じものになり、ポリュペモスは画面奥の隙間から覗き込む形に落ち着いた。本作品はいくつかのヴァリアントが知られているが、構図自体はおおむね本作品を踏襲している。

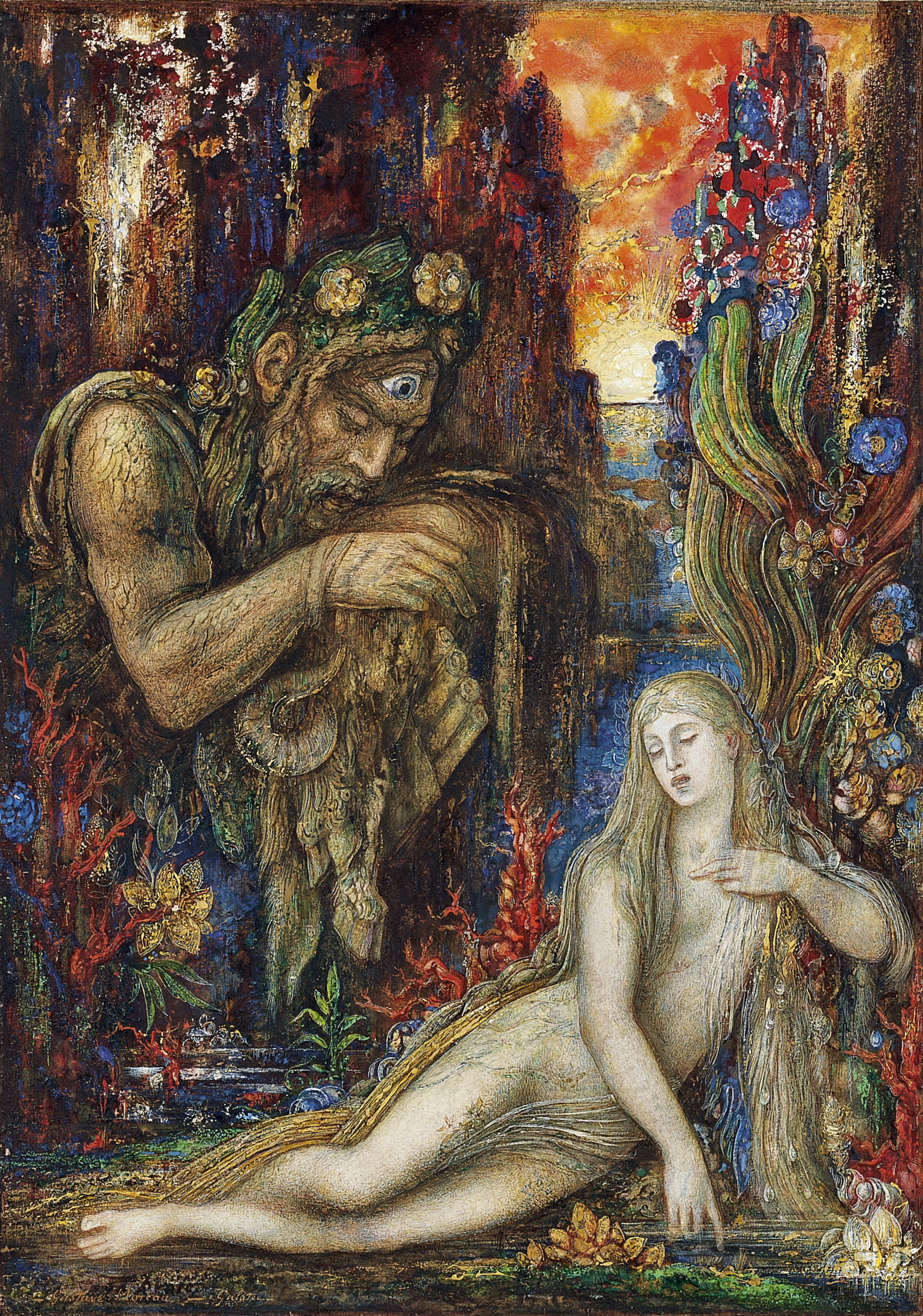
マドリード、ティッセン＝ボルネミッサ美術館所蔵の水彩画『ガラテイア』（1896年）。モロー最晩年の作品。ガラテイアのポーズは変化しているが、ポリュペモスは同じポーズをとっている。

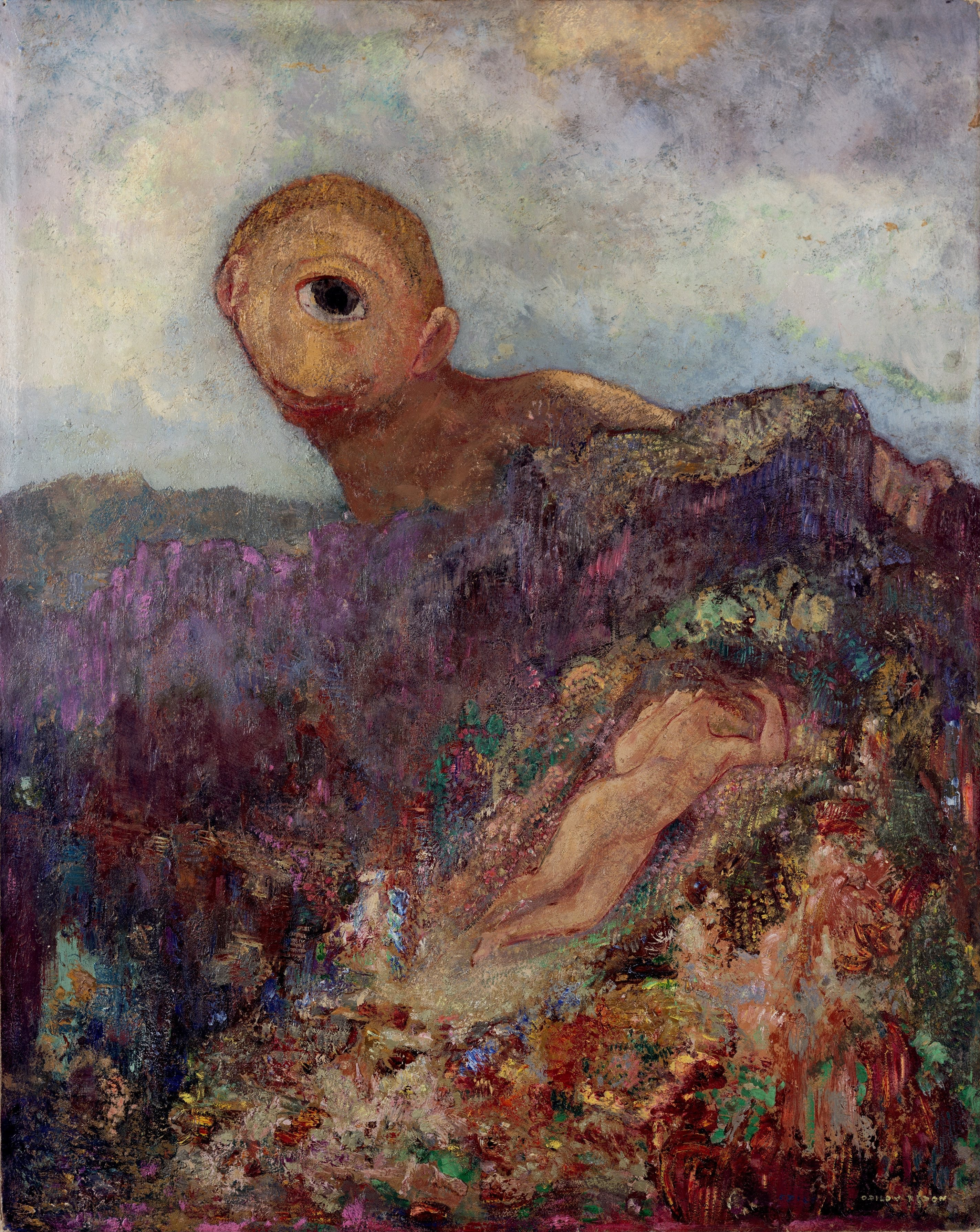
オディロン・ルドンの1914年の絵画『キュクロプス』。オランダ、オッテルローのクレラー・ミュラー美術館所蔵。

『ガラテイア』のテーマ性は『妖精とグリフォン』や『女とグリフォン』と同じ系譜上にある。これらの作品では神秘的な女性たちはいずれも人の気配のない洞窟の内部に描かれており、それによって俗世的なよこしまな欲望から隔てられ、伝説上の生物グリフォンによって守護されている。この作品の女性像についてモローは才能ある人間や努力、あるいは偉業に対して与えられるべき宝物としての女性と述べている。
本作ではガラテイアはより直接的にポリュペモスの欲望の対象として描かれているが、巨漢のポリュペモスにとって洞窟の入口は狭く、洞窟の中を眺めることしかできない。この点においてガラテイアはまさしく『妖精とグリフォン』の女性像と重なっている。ポリュペモスにとってガラテイアは手の届かない場所にある宝物なのである。

## 評価・来歴
この『ガラテイア』は1880年のサロンに出品されると、たちまち批評家たちの称賛を浴び、モローが審査員を務めた1889年のパリ万国博覧会にも出品された。その後、美術史家、美術コレクターとしても知られていたエドモンド・タイニーの手に渡ると、1940年代まで彼とその一族のコレクションのもとにあり、1951年から1991年にかけては美術評論家ロベール・ルベルのコレクションの所有となった。その後、1997年にオルセー美術館に所蔵されて現在にいたっている。
他の画家への影響については、オディロン・ルドンの『キュクロプス』との関連が指摘されている。ルドンのモローに対する関心の深さはよく知られており、ガラテイアとポリュペモスを描いた『キュクロプス』以外にもオルペウス、アポロンといったモローと同じ主題の絵画を描いている。

## ヴァリアント
ヴァリアントについては、ギュスターヴ・モロー美術館所蔵の水彩画『ガラテイアとポリュペモス』（Galatée et Polyphème, 1880年頃）、フォッグ美術館およびティッセン＝ボルネミッサ美術館所蔵の水彩画『ガラテイア』（1896年）が知られている。前者は本作と同時期にほぼ同じ構図で描かれたもので、ガラテイアは暗い水中に描かれているが、閉ざされた洞窟の中にいるわけではない。ポリュペモスがやや遠景に描かれていることから、モローはこの絵でポリュペモスとガラテイアの位置関係に奥行きを出そうと試みたのだろう。16年後に描かれた後者ではガラテイアははっきりと外に描かれており、切り立った海岸に身を横たえ、ポリュペモスはそれを離れた場所から眺めている。特にフォッグ美術館の作品ではポリュペモスはさらに遠景に描かれている。